# Max Keler
Max L. Keler  (* 15. Juli 1929; † 25. August 2016 in Baierbrunn) war ein deutscher Maschinenbauingenieur.
Max Keler studierte an der Technischen Hochschule München und wurde dort 1958 mit der Arbeit Analyse und Synthese der Raumkurbelgetriebe mittels Raumliniengeometrie und dualer Größen an der Fakultät für Maschinenwesen und Elektrotechnik zum Dr.-Ing. promoviert. Er war Professor für Getriebelehre am Fachbereich Feinwerktechnik und Physikalische Technik der Fachhochschule München.

## Schriften
- Kinematische Analyse räumlicher und ebener Getriebe I bis III., Hanser München 1976
- Dual-vector half-tangents for the representation of the finite motion of rigid bodies. In: Environment and Planning B, Vol. 6, pp. 403/12. London 1979
- Einfluß der Elastizitäten und Gelenkspiele auf die Robotergenauigkeit. Beratung. Entwicklung. Forschung., Fachhochschule München 1983
- zusammen mit Josef Jucha: Ein Rechenverfahren zur Robotersteuerung bei vorgegebener Greiferbewegung mit sechs Freiheitsgraden, In: Forschung im Ingenieurwesen, November 1985, Volume 51, Issue 6, pp 181–185